# Arizona war worker writes her Navy boyfriend a thank-you note for the Jap skull he sent her
Mit der Bildunterschrift Arizona war worker writes her Navy boyfriend a thank-you note for the Jap skull he sent her erschien im Mai 1944 eine Schwarzweißfotografie des Fotografen Ralph Crane im US-Magazin Life. Laut der Bildunterschrift soll das Foto eine junge Frau zeigen, die einen Brief an ihren Freund verfasst, der als Marinesoldat im Pazifikkrieg kämpft. Darin bedanke sie sich für den im Vordergrund des Bildes vor ihr auf dem Tisch liegenden Schädel eines Japaners, den er ihr zugeschickt habe. Die Veröffentlichung des Fotos rief überwiegend negative Reaktionen der Leser von Life hervor. Japanische Medien nutzten es zur Propaganda gegen den amerikanischen Kriegsgegner. Auf Drängen des US-Außenministeriums hin untersuchte die Navy den Vorfall und schlug vor, dem betreffenden Marinesoldaten einen schriftlichen Verweis zu erteilen.
Das Foto gilt als eines der bekanntesten Beispiele für das Verhalten von US-Soldaten im Zweiten Weltkrieg, Körperteile gefallener japanischer Soldaten als Kriegstrophäen zu sammeln, und fand als solches Erwähnung in zahlreichen Publikationen. Daneben wurde es auch Gegenstand kunsthistorischer Betrachtungen. Nachdem das Foto 2025 Aufmerksamkeit in sozialen Medien erregt hatte, äußerte der Sohn der Abgebildeten, laut seiner Mutter habe es sich um ein gestelltes Foto gehandelt; sie habe gar keinen im Pazifikkrieg kämpfenden Freund gehabt.

## Entstehungshintergrund
Seit dem japanischen Angriff auf Pearl Harbor im Dezember 1941 befanden sich das japanische Kaiserreich und die USA im Krieg. Bereits früh begannen US-Soldaten damit, Körperteile japanischer Soldaten als Trophäen zu sammeln. Im September 1942, wenige Wochen nach Beginn der Schlacht um Guadalcanal, der ersten größeren Landoffensive der USA gegen die Japaner, sah sich Chester W. Nimitz, Oberbefehlshaber der US-Pazifikflotte, genötigt, strenge Disziplinarmaßnahmen gegen solche Vergehen anzuordnen. Dies blieb ohne große Wirkung, und im Januar 1944 gaben auch die Joint Chiefs of Staff die Weisung, das Sammeln von japanischen Körperteilen als Kriegstrophäen zu unterbinden.

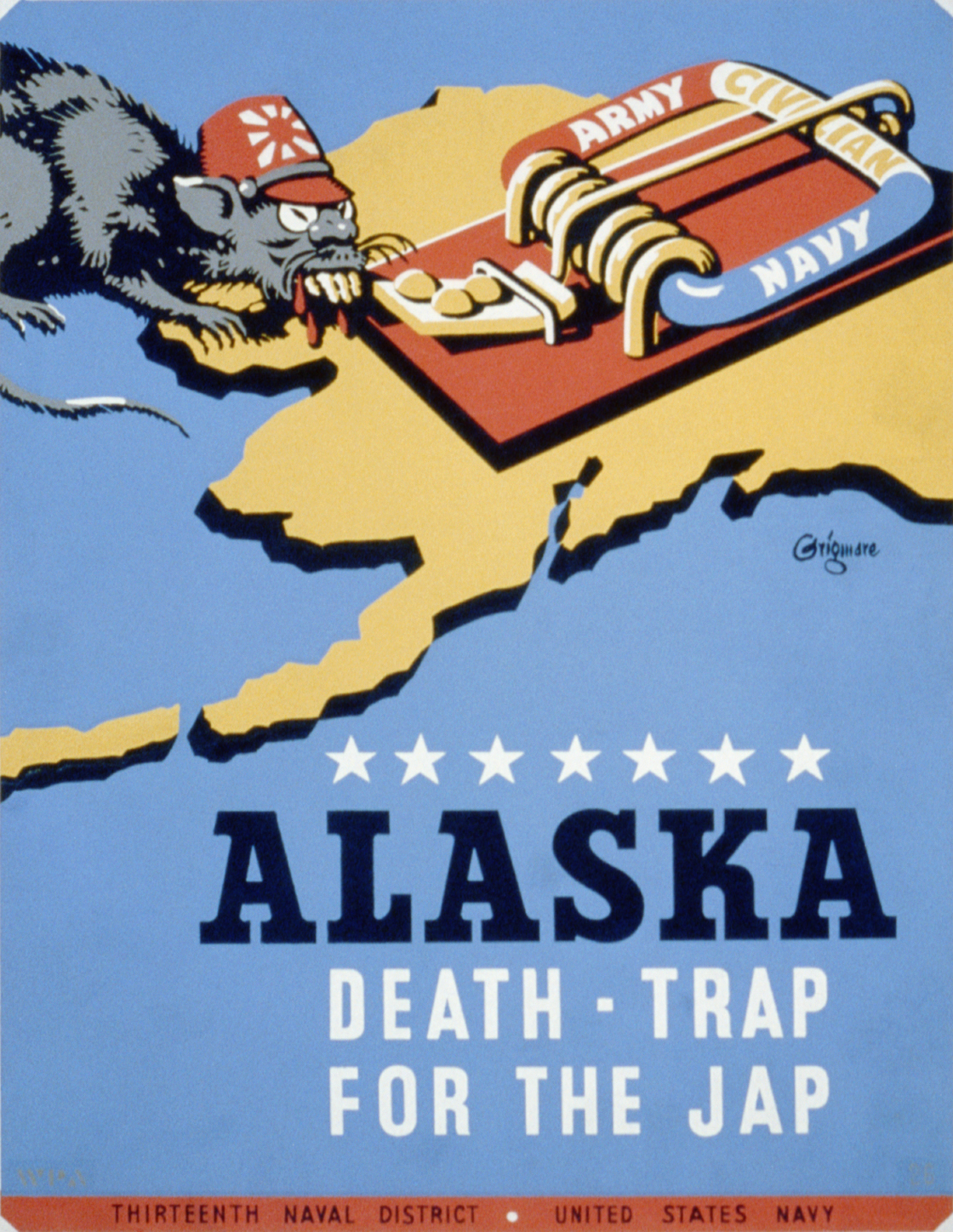
US-Propagandaposter, das Japaner als Ratten darstellt

Zwar kann die Zahl der US-Soldaten, die Körperteile von Feinden sammelten, nicht ermittelt werden, als sicher gilt jedoch, dass es nicht unüblich war. Es gibt zahlreiche Berichte und Briefe, die das Sammeln von Ohren, Nasen und Zähnen (sowohl echten als auch goldenen) beschreiben. Auch ganze Schädel wurden zu Trophäen. Solche Vergehen scheinen  von US-Soldaten im Zweiten Weltkrieg fast ausschließlich an Japanern begangen worden zu sein; bei den US-Truppen in Europa sind solche Vorgänge nicht dokumentiert. Als Grund für diesen Unterschied gilt vor allem der Rassismus gegenüber Japanern. So hatten US-Amerikaner vor dem Krieg meist wenig Kontakt mit dem japanischen Volk. Japaner unterschieden sich außerdem physiognomisch und kulturell viel stärker von weißen US-Amerikanern als Deutsche oder Italiener. Dadurch konnten sie von US-Soldaten leichter als weniger menschlich angesehen werden. Diese Vorstellung wurde von der US-Kriegspropaganda unterstützt, die die Japaner häufig entmenschlichte, etwa wenn sie sie als Affen, Reptilien oder Ratten darstellte.

## Beschreibung
Das Foto zeigt eine junge Frau, die an einem Schreibtisch sitzt. Den Kopf hat sie auf ihre linke Hand gestützt. In der rechten Hand hält sie einen Federhalter, den sie auf einem Blatt Papier abgesetzt hat; auf dem Blatt ist bereits Geschriebenes zu sehen. Der zum Federhalter gehörende Ständer steht vor ihr auf dem Tisch. Der Blick der Frau ist auf einen menschlichen Schädel gerichtet, der ebenfalls auf dem Tisch liegt. Ihm fehlen neben dem Unterkiefer auch die meisten Zähne des Oberkiefers. Die Schädeldecke ist beschriftet. Im Hintergrund ist eine Wand sowie eine Türöffnung zu sehen.

## Veröffentlichung und Reaktionen
Cranes Foto erschien als Picture of the Week (Bild der Woche) ganzseitig in der Life-Ausgabe vom 22. Mai 1944. Wie in den Bildnachweisen von Life angegeben ist, arbeitete Crane zu dieser Zeit für die Bildagentur Black Star. Die Bildunterschrift des Fotos lautete „Arizona war worker writes her Navy boyfriend a thank-you note for the Jap skull he sent her“ („Rüstungsarbeiterin aus Arizona schreibt ihrem Marinefreund einen Dankesbrief für den Japsen-Schädel, den er ihr geschickt hat“). Auf der Nachbarseite stand der folgende Begleittext:

“When he said goodby  two years ago to Natalie Nickerson, 20, a war worker of Phoenix, Ariz., a big, handsome Navy lieutenant promised her a Jap. Last week Natalie received a human skull, autographed by her lieutenant and 13 friends, and inscribed: ‘This is a good Jap—a dead one picked up on the New Guinea beach.’ Natalie, surprised at the gift, named it Tojo. The armed forces disapprove strongly of this sort of thing.”

„Als er sich vor zwei Jahren von Natalie Nickerson, 20, einer Rüstungsarbeiterin aus Phoenix, Arizona, verabschiedete, versprach ihr ein großer, gut aussehender Marine-Lieutenant einen Japsen. Letzte Woche erhielt Natalie einen menschlichen Schädel, der von ihrem Lieutenant und 13 Freunden signiert und beschriftet war: ‚Das ist ein guter Japse – ein toter, aufgelesen am Strand von Neuguinea.‘ Natalie, die von dem Geschenk überrascht war, nannte ihn Tojo. Die Streitkräfte lehnen Dinge dieser Art nachdrücklich ab.“

Das abwertend gemeinte Wort Jap für Japaner, das in der Bildunterschrift und dem Begleittext benutzt wird, war aufgrund seiner Einsilbigkeit häufig Teil rassistischer Propaganda gegenüber Japanern. Die Inschrift „This is a good Jap“ verweist auf einen zur Kriegszeit in den USA populären Spruch, nur ein toter Japaner sei ein guter Japaner. Dieselbe Inschrift fand sich auf einem anderen als Trophäe gesammelten Schädel aus dem Jahr 1942.
Das Life-Magazin erhielt insgesamt 51 Leserbriefe zu dem Foto, von denen 48 sich negativ äußerten. Kritik wurde auch in den Life Editorial News geübt, einem Mitteilungsblatt für Life-Anzeigenvertreter. Fünf der Leserbriefe an Life erschienen in der Ausgabe vom 12. Juni. Einer davon äußerte sich positiv und bezeichnete das Foto als „ein seltenes und denkwürdiges Schauspiel“. Die anderen vier Briefe waren ablehnend. Während eine Leserin das Foto für „abscheulich und grausam“ hielt, war sich ein anderer sicher, dass der Kopf des Marine-Lieutenants so leer sei wie der Schädel auf dem Foto. Ein Leser bemerkte, dass die umgekehrte Situation, also das Foto einer jungen Japanerin mit dem Schädel eines US-Soldaten, in den USA sicher als Beweis für die Verdorbenheit der japanischen Jugend angesehen worden wäre. Eine weitere Leserin befürchtete, das Foto könne vom Feind für Propagandazwecke gegen die Alliierten benutzt werden. Auch die Führung der US-Army sorgte sich um die Auswirkungen solcher Medienberichte. So wurde im Juli 1944 der Direktor des Bureau of Public Relations der Army angewiesen, US-Verleger darüber zu informieren, dass solche Berichte zu Vergeltungsmaßnahmen der Japaner an toten oder gefangengenommenen US-Soldaten führen könnten.
Bereits einen Monat später führten Meldungen über die Verstümmelung gefallener japanischer Soldaten dann wirklich zu einem Aufschrei in japanischen Medien. Zunächst ging es jedoch nicht um das Life-Foto. Stattdessen entzündeten sich die Proteste an einem Bericht über ein Treffen des Kongressabgeordneten Francis E. Walter mit US-Präsident Franklin D. Roosevelt, bei dem Walter dem Präsidenten einen aus einem japanischen Armknochen gefertigten Brieföffner geschenkt hatte. Kurze Zeit später erreichte über Berlin auch das Schädel-Foto Japan und erschien dort in allen großen Tageszeitungen. Dabei wurde es als Beweis für die barbarische Natur der Amerikaner dargestellt.
Als Reaktion auf die Veröffentlichung des Schädel-Fotos in Life gab die US-Army eine Direktive heraus, in der sie darauf hinwies, dass solche Vorfälle Verstöße gegen das internationale Kriegsrecht darstellten. Die Navy, deren Angehöriger der Lieutenant war, verzichtete jedoch darauf, dasselbe zu tun. Wie der Stabschef von Admiral Ernest J. King argumentierte, sei die im Januar 1944 von den Joint Chiefs of Staff herausgegebene Anweisung völlig ausreichend. Zudem verwies er darauf, dass der betreffende Lieutenant unter Army-General Douglas MacArthur diene und deshalb dieser dafür verantwortlich sei, erneut auf den Befehl vom Januar hinzuweisen. MacArthur berichtete jedoch im August 1944, dass das Schiff, auf dem der Lieutenant diente, zur Pazifikflotte unter Admiral Chester W. Nimitz verlegt wurde. Inzwischen hatte sich auch Außenminister Cordell Hull in die Affäre eingeschaltet. Anfang September erhielt Nimitz von King den Befehl, den Vorfall zu untersuchen, wobei King andeutete, dass dies in erster Linie wegen des Drucks aus dem Außenministerium geschah. Nimitz’ Untersuchungen kamen zu dem Schluss, dass der Lieutenant ein schlechtes Urteilsvermögen und einen Mangel an angemessenem Anstand gezeigt habe. King schlug vor, ihm dafür einen schriftlichen Verweis (letter of reprimand) zu erteilen. Diese vergleichsweise milde Disziplinarmaßnahme war aus Sicht des Historikers James J. Weingartner kaum geeignet, das Sammeln von Körperteilen als Kriegstrophäen zu beenden. Stattdessen gebe es deutliche Hinweise, dass diese Praktiken auch danach fortgeführt wurden. So fehlten beispielsweise bei den Gebeinen vieler 1945 in der Schlacht um Iwojima gefallenen Japaner die Schädel.

## Rezeption
Ralph Cranes Foto zählt zu den bekanntesten Beispielen für das Sammeln von Körperteilen als Kriegstrophäen im Zweiten Weltkrieg und wird deshalb häufiger in Publikationen zu diesem Thema erwähnt. Dabei wird es meist als Beweisstück für die Gräueltaten der US-Soldaten im Zweiten Weltkrieg angeführt, eine Auseinandersetzung mit dem Foto selbst blieb lange aus.
Dies änderte sich 2012, als der Kunsthistoriker John J. Curley dem Foto einen eigenen Fachartikel widmete. Für Curley stellt die Komposition des Fotos einen Versuch dar, die grausame Geschichte, die hinter ihm stecke, zu „domestizieren“. So sei das Foto zum einen klar und ausbalanciert aufgebaut. Zum anderen greife seine Ikonografie auf Motive zurück, die vielen Betrachtern bekannt seien. Nickerson entspreche beispielsweise den traditionellen Vorstellungen von Weiblichkeit; sie sei attraktiv, wirke dabei aber moralisch sauber und nicht wie ein Pin-up. Zudem sei die Darstellung einer jungen Briefschreiberin in der Kunstgeschichte nicht selten, zum Beispiel in zahlreichen Gemälden von Jan Vermeer, etwa der Briefschreiberin in Gelb. Der Schädel wiederum sei ein gängiges Motiv bei Vanitas-Stillleben vor allem niederländischer Maler des 17. Jahrhunderts, wie etwa Pieter Claesz. In diesen Bildern stellen die Schädel nicht einen individuellen Toten dar, sondern dienen vielmehr als Allegorien auf die Vergänglichkeit des Lebens. Ähnliches gelte auch für das Gemälde Der Hl. Hieronymus des italienischen Barockmalers Caravaggio, das den Kirchenvater Hieronymus als alten Mann beim Schreiben zeigt. Hier erinnere der Totenkopf Hieronymus an die Endlichkeit des Lebens und dränge ihn, seine Übersetzung der Bibel ins Lateinische noch vor seinem Tod fertigzustellen. Andere Autoren weisen darauf hin, dass Schädel auch ein beliebtes Motiv in Porträts von Medizinern sind, etwa auf einem Gemälde von Edouard Jean Conrad Hamman, das den flämischen Anatomen Andreas Vesalius zeigt.

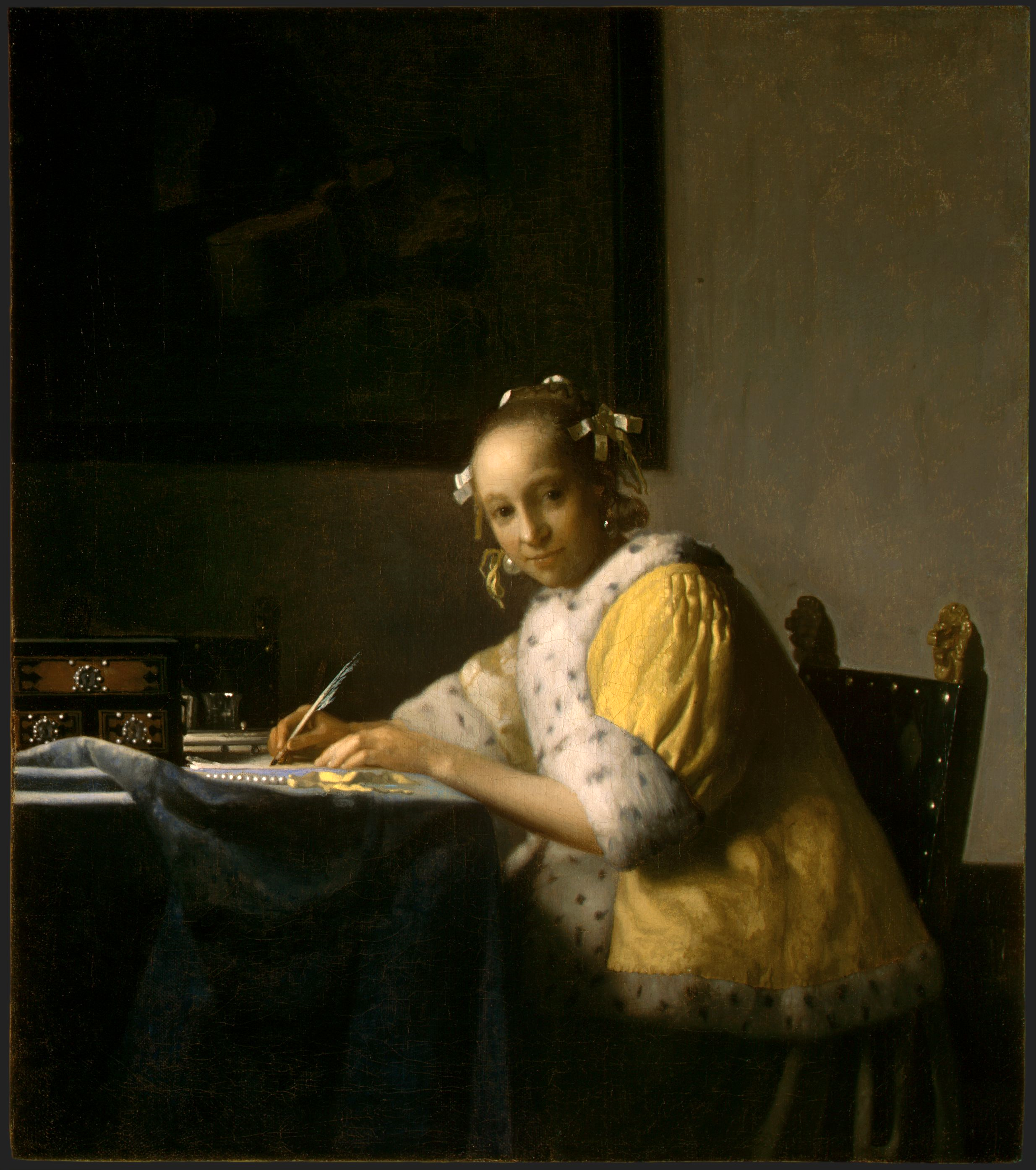
Jan Vermeer: Briefschreiberin in Gelb
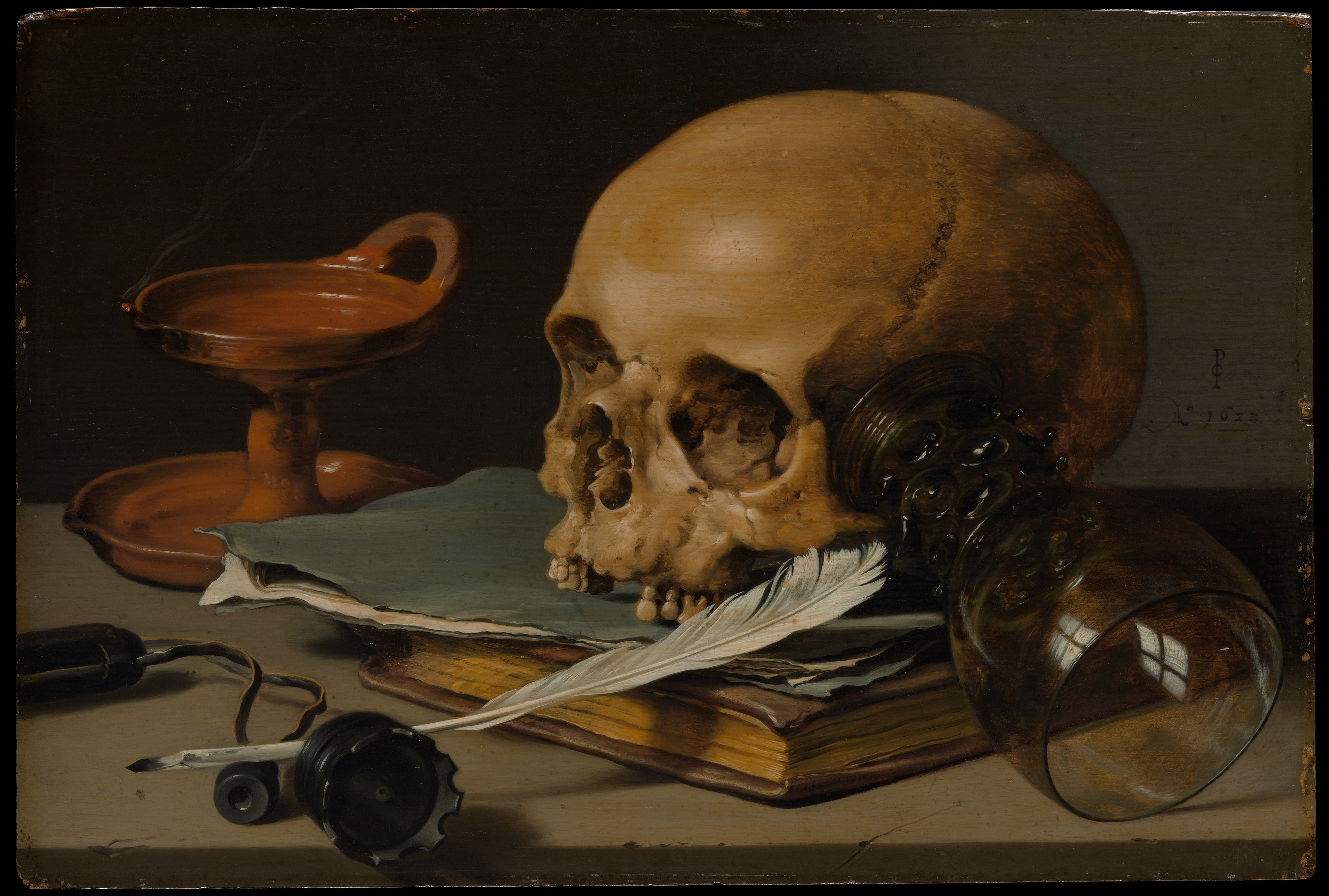
Pieter Claesz: Stillleben mit Totenkopf und Schreibfeder
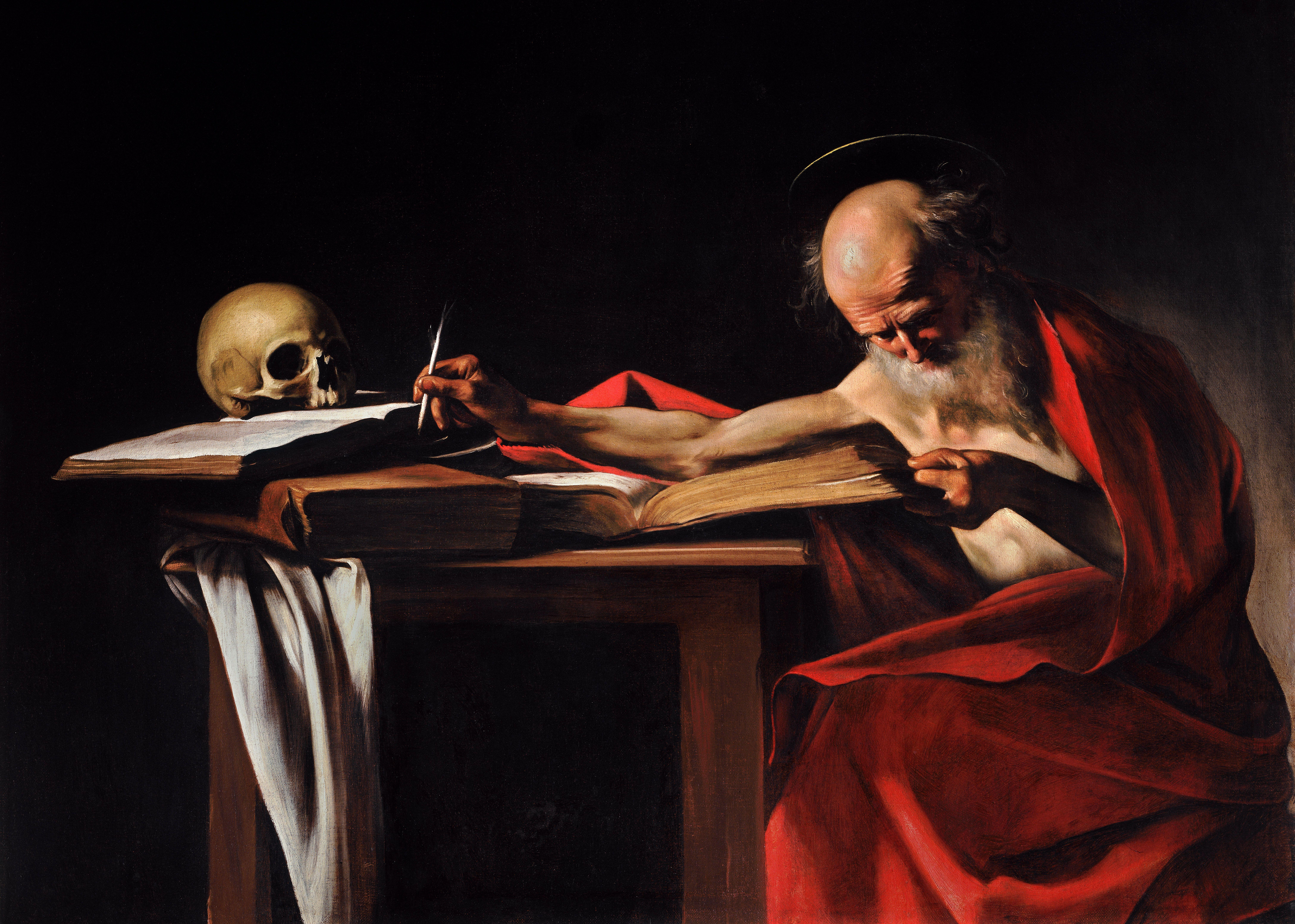
Caravaggio: Der Hl. Hieronymus
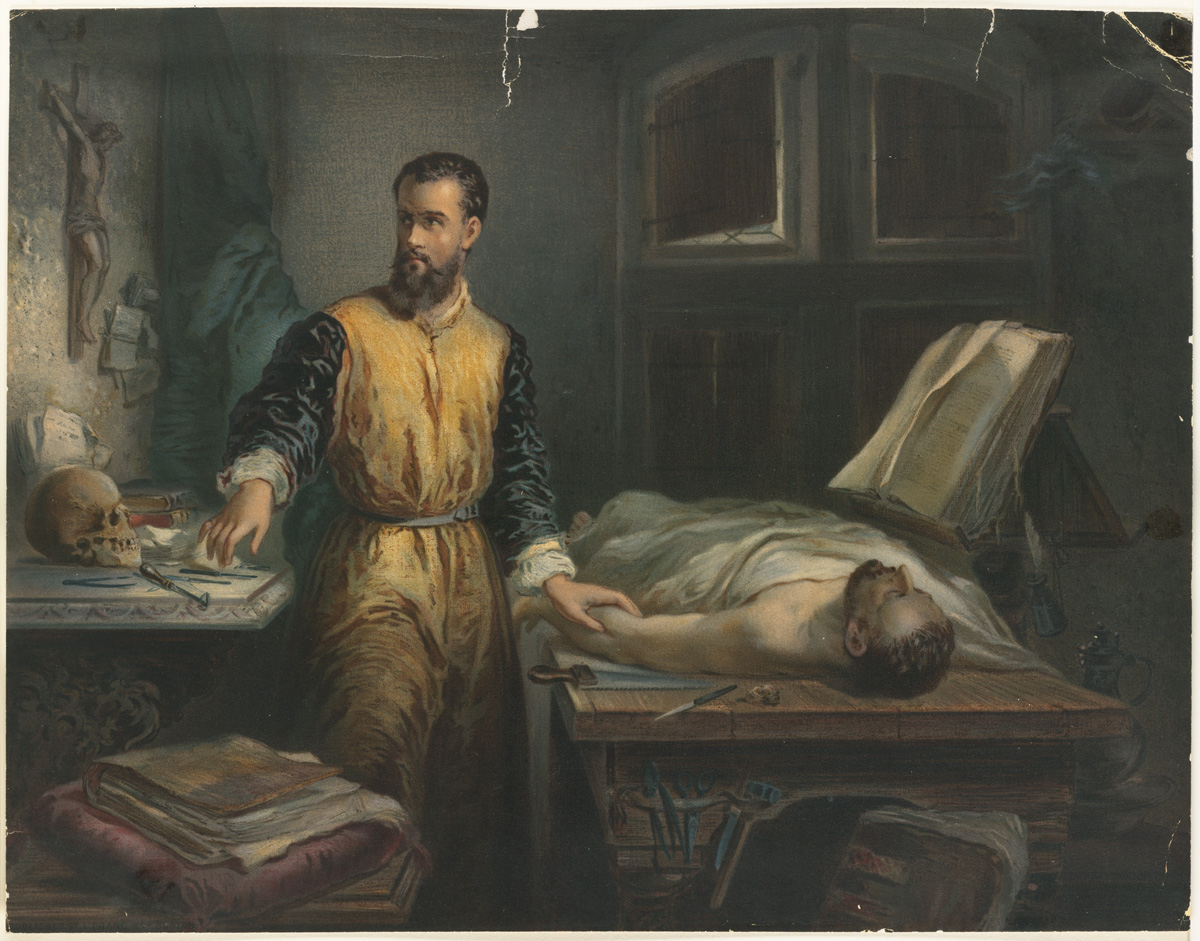
Edouard Jean Conrad Hamman: Bildnis des Andreas Vesalius

Die Domestizierung der Grausamkeit scheitert laut Curley jedoch, sobald der Betrachter den Begleittext des Fotos wahrnimmt. Nun stehe der Schädel, der vorher noch als Sinnbild für Vergänglichkeit angesehen werden konnte, plötzlich für einen enthaupteten japanischen Soldaten. Zudem würden nun auch Details des Fotos wahrgenommen, die vorher vielleicht noch übersehen wurden, etwa die Schrift auf dem Totenkopf und dessen fehlende Zähne.
Laut Curley hat man bei vielen der während des Zweiten Weltkriegs veröffentlichten Fotografien versucht, das Chaos des Krieges zu bereinigen, um lesbare Bilder zu schaffen. Cranes Fotos sei dabei ein Extremfall, bei dem dieser Versuch scheitere. Es zeige die Unfähigkeit, eine unvorstellbare Tat in eine ikonische Fotografie zu verwandeln. Damit sage es auch heute noch viel über die Schwierigkeiten der Fotografie aus, Grausamkeiten eines Krieges einem fernen Publikum zu vermitteln.
Im April 2025 wurde das Foto in zahlreichen Beiträgen auf sozialen Medien gezeigt. Daraufhin kontaktierte die Faktencheck-Website Snopes einen Sohn und eine Tochter von Natalie Nickerson, der Frau auf dem Foto. Laut dem Sohn hatte seine Mutter ihm vor vielen Jahren erzählt, dass es sich um ein gestelltes Fotoshooting gehandelt habe und sie gar keinen im Pazifikkrieg kämpfenden Freund gehabt habe. Er vermutete, dass sie mit dem Versprechen zu dem Shooting überredet wurde, es sei gut für die von ihr angestrebte Modelkarriere. Nach dem Krieg arbeitete Nickerson dann wirklich erfolgreich als Model.